# Софьино (Воронежская область)
Со́фьино — посёлок в Новоусманском районе Воронежской области.
Входит в состав Никольского сельского поселения.

## Население
| 2000 | 2005 | 2008 | 2010 |
| ---- | ---- | ---- | ---- |
| 380  | ↘314 | ↘0   | →0   |

## Экономика
Большую часть территории посёлка занимает Линейная производственно-диспетчерская станция «Воронеж», являющаяся дочерним предприятием АО «Транснефть — Дружба».